# リナ・ヨハンソン
リナ・ヨハンソン（Lina Johansson、1988年9月26日 - ）は、スウェーデンマルメ出身の女性フィギュアスケート選手。2003年JGPファイナル2位。

## 経歴
スウェーデンのマルメに生まれ、6歳のときにスケートを始めた。初めての国際大会は2001年のトリグラフトロフィーでこのときは13位に終わる。2002-2003年シーズンからISUジュニアグランプリに参戦。初戦のJGPスケートスロバキアで優勝を飾る。この優勝はスウェーデン選手初のISUジュニアグランプリでの優勝でもあった。同シーズンにはスウェーデン選手権ジュニアクラスを制する。
2003-2004年シーズン、JGPソフィア杯で優勝、JGPスケートブレッドで2位となり、2度目のJGPファイナル出場を決めた。JGPファイナルでは日本の安藤美姫を抑えショートプログラムで1位に立つ。フリースケーティングで安藤に逆転を許したものの、総合2位となりスウェーデン選手初のJGPファイナルでのメダルを獲得した。
2004-2005年シーズンからシニアクラスに完全転向し、世界選手権や欧州選手権、ISUグランプリシリーズに出場したが、成績は振るわなくなった。トリノオリンピックを控えた2005-2006年シーズンには練習中に骨折し、シーズンの大半を棒に振ることになる。2007年世界選手権ではショートプログラムを終え26位となり、フリースケーティングに進むことができなかった。

## 主な戦績
| 大会/年                       | 2002-03 | 2003-04 | 2004-05 | 2005-06 | 2006-07 |
| ----------------------------- | ------- | ------- | ------- | ------- | ------- |
| 世界選手権                    |         |         | 19      |         | 26      |
| 欧州選手権                    |         |         | 17      | 24      | 14      |
| スウェーデン選手権            | 1 J     |         | 1       |         | 2       |
| GPスケートカナダ              |         |         | 9       |         |         |
| シェーファー記念              |         |         |         |         | 6       |
| ネーベルホルン杯              |         |         | 棄権    |         | 5       |
| ゴールデンスピン              |         | 4       |         |         | 4       |
| フィンランディア杯            |         |         | 7       |         |         |
| 世界Jr.選手権                 | 8       | 7       |         |         |         |
| JGPファイナル                 | 6       | 2       |         |         |         |
| JGPスケートブレッド           |         | 2       |         |         |         |
| JGPソフィア杯                 |         | 1       |         |         |         |
| JGPブラオエン・シュベルター杯 | 4       |         |         |         |         |
| JGPスケートスロバキア         | 1       |         |         |         |         |

- J = ジュニアクラス

### 詳細
| 2006-2007 シーズン    |                                                        |          |          |           |
| 開催日                | 大会名                                                 | SP       | FP       | 結果      |
| 2007年3月19日-25日    | 2007年世界フィギュアスケート選手権（東京）             | 26 41.87 | -        | 26        |
| 2007年1月22日-28日    | 2007年ヨーロッパフィギュアスケート選手権（ワルシャワ） | 15 44.03 | 15 76.61 | 14 120.64 |
| 2006年12月6日-10日    | スウェーデンフィギュアスケート選手権（ボロース）       | 1 47.72  | 3 70.21  | 2 117.93  |
| 2006年11月17日-19日   | 2006年ゴールデンスピン（ザグレブ）                     | 7 35.19  | 3 67.72  | 4 102.91  |
| 2006年11月11日-14日   | 2006年カールシェーファーメモリアル（ウィーン）         | 9 35.96  | 5 69.66  | 6 105.62  |
| 2006年9月29日-10月1日 | 2006年ネーベルホルン杯（オーベルストドルフ）           | 6 35.18  | 4 79.72  | 5 114.90  |

| 2005-2006 シーズン |                                                    |          |          |          |
| 開催日             | 大会名                                             | SP       | FP       | 結果     |
| 2006年1月16日-22日 | 2006年ヨーロッパフィギュアスケート選手権（リヨン） | 22 38.09 | 24 52.52 | 24 90.61 |

| 2004-2005 シーズン  |                                                        |          |          |          |           |
| 開催日              | 大会名                                                 | 予選     | SP       | FP       | 結果      |
| 2005年3月14日-20日  | 2005年世界フィギュアスケート選手権（モスクワ）         | 11 19.39 | 19 44.51 | 20 82.04 | 19 145.94 |
| 2005年1月25日-30日  | 2005年ヨーロッパフィギュアスケート選手権（トリノ）     | -        | 18 41.42 | 18 68.62 | 17 110.04 |
| 2004年10月28日-31日 | ISUグランプリシリーズ スケートカナダ（ハリファックス） | -        | 9 42.38  | 9 76.42  | 9 118.80  |
| 2004年10月8日-10日  | 2004年フィンランディア杯（ヘルシンキ）                 | -        | 7        | 7        | 7         |
| 2004年9月2日-5日    | 2004年ネーベルホルン杯（オーベルストドルフ）           | -        | 11 36.05 | -        | 棄権      |

| 2003-2004 シーズン   |                                                      |      |    |    |      |
| 開催日               | 大会名                                               | 予選 | SP | FP | 結果 |
| 2004年2月29日-3月7日 | 2004年世界ジュニアフィギュアスケート選手権（ハーグ） | 5    | 9  | 7  | 7    |
| 2003年12月11日-14日  | 2003/2004 ISUジュニアグランプリファイナル（マルメ）  | -    | 1  | 2  | 2    |
| 2003年11月11日-15日  | 2003年ゴールデンスピン（ザグレブ）                   | -    | 3  | 4  | 4    |
| 2003年10月9日-12日   | ISUジュニアグランプリ スケートブレッド（ブレッド）   | -    | 1  | 2  | 2    |
| 2003年9月11日-14日   | ISUジュニアグランプリ ソフィア杯（ソフィア）         | -    | 1  | 1  | 1    |

| 2002-2003 シーズン   |                                                                |      |    |    |      |
| 開催日               | 大会名                                                         | 予選 | SP | FP | 結果 |
| 2003年2月24日-3月2日 | 2003年世界ジュニアフィギュアスケート選手権（オストラヴァ）     | 4    | 9  | 7  | 8    |
| 2002年12月12日-15日  | 2002/2003 ISUジュニアグランプリファイナル（ハーグ）            | -    | 8  | 6  | 6    |
| 2002年10月10日-6日   | ISUジュニアグランプリ ブラオエン・シュベルター杯（ケムニッツ） | -    | 4  | 5  | 4    |
| 2002年10月3日-6日    | ISUジュニアグランプリ スケートスロバキア（ブラチスラヴァ）     | -    | 1  | 2  | 1    |